# Книга Рут
„Книга Рут“ (на иврит: מגילת רות) е библейска книга, част от раздела „Кетувим“ на еврейския „Танах“ и една от историческите книги на християнския Стар завет.
В православния канон „Книга Рут“ е поставена между „Книга Съдии Израилеви“ и „Първа книга Царства“. Книгата разказва за Рут, моавитка, която се жени за евреин и приема юдаизма, след поредица трудности е приета за част от еврейската общност и става прабаба на еврейския цар Давид. Смята се, че е съставена през Персийската епоха (V-IV век пр. Хр.) и че полемизира с лансираните от Ездра и Неемия забрани за бракове с неевреи.